# インフラシステム工学
インフラシステム工学（英: infrastructure system engineering）とは、 生活基盤や経済基盤の制度や体系を対象とした工学分野で、インフラの最適化や効率化を目的としたシステムの分析、設計、運用に関する知識や技術を扱う分野である。
インフラシステム工学は、土木工学、環境工学、都市計画、交通工学、情報工学、経済学、経営学など多様な分野と密接に関連しており、これらを統合的に活用して社会全体の持続可能性やレジリエンスの向上を目指している。近年では、人口減少や気候変動、災害リスクの増大といった社会課題に対応するため、デジタル技術やAI、IoTといった先端技術を取り入れたスマートインフラの構築が注目されている。
また、公共政策や制度設計の視点も重要とされ、技術的な最適化だけでなく、社会的・経済的な合意形成やリスク評価を含む広範な意思決定支援のための研究も進められている。これにより、インフラシステム工学は単なる工学的枠組みにとどまらず、社会全体の課題解決を支える総合的な学際領域として位置づけられている。